# Stanislav Bičák
Stanislav Bičák (13. listopadu 1905 Praha – 27. ledna 1947 Praha) byl český a československý sportovní plavec, účastník olympijských her 1924.
Byl odchovancem pražského plaveckého klubu APK Praha, za který startoval společně s mladším bratrem Valdemarem. Celá dvacátá léta dvacátého století patřil mezi nejrychlejší plavce v Československu. V roce 1924 startoval na olympijských hrách v Paříži, kde na 100 m a 400 m volný způsob v obou případech nepostoupil z rozplaveb. Se štafetou na 4×200 m postoupil na čas ze třetího místa v rozplavbách do semifinále, do kterého však československá štafeta nenastoupila.
V srpnu 1926 startoval na premiérovém mistrovství Evropy v plavání v maďarské Budapešti a na 100 m volný způsob nepostoupil z rozplaveb. Sportovní kariéru ukončil počátkem třicátých let dvacátého století. Po skončení sportovní kariéry pracoval jako manažer a funkcionář plaveckého svazu ČsAPS. Zemřel po delší nemoci v roce 1947 ve věku 41 let.